# Tyler Bates
Tyler Lucas Bates (Los Angeles, 5 giugno 1965) è un musicista, compositore e produttore discografico statunitense.

## Biografia
La sua produzione è in particolare legata alla realizzazione di colonne sonore per film. Tra le sue opere più conosciute si possono citare The Hangman's Song e altri contributi alla colonna sonora del film horror zombie L'alba dei morti viventi. Altri progetti includono Il collezionista di occhi e Slither.
Suona anche la batteria nel gruppo musicale JBOT. È stato anche produttore, compositore e musicista per i Marilyn Manson dal 2014 al 2018, tornando insieme alla band nel 2024 con l'album One Assassination Under God - Chapter 1 e prendendo parte come chitarrista dal vivo nella maggior parte dei tour. 

## Controversie sulla colonna sonora di 300
La colonna sonora del film 300 è stata accusata di aver preso in prestito alcuni elementi dalla colonna sonora di Elliot Goldenthal per Titus (1999), che causò alcune controversie nella comunità dei compositori di film

. La traccia di 300 "Remember Us" è in parte identica alla traccia "Finale" di Titus. Anche "Returns A King" è simile alla "Victorius Titus" di Titus.
Il portale macedone On.net rivela che l'inizio della canzone "Message For The Queen" ha la stessa melodia della canzone tradizionale macedone "Zajdi, zajdi jasno Sonce" [Renditi, renditi luminoso Sole]. Tuttavia, l'autore della colonna sonora, Tyler Bates nel fornire la giusta attribuzione, e ora sostiene che la melodia sia un proprio lavoro coperto da copyright. Questa canzone è stata inclusa in numerose antologie ed è stata interpretata da un numero di famosi cantanti macedoni, come Aleksandar Sarievski, Zafir Hadzimanov, and Toshe Proeski. Durante gli ultimi 60 anni, questa è stata una delle canzoni che le persone dell'ex-Jugoslavia più associavano alla macedonia, come mostra il film Powder Keg (1998) del regista serbo Goran Paskaljević. On.net ha anche pubblicato una replica di Tyler Bates, dove afferma che "non posso dire che ci sia una specifica fonte d'ispirazione per lo spunto"

## Discografia

### Collaborazioni

#### Roseland (con Azam Ali)
- Roseland (2007)

#### Marilyn Manson
- The Pale Emperor (2015)
- Heaven Upside Down (2017)
- One Assassination Under God - Chapter 1 (2024)

### Apparizioni
- The Crow: City of Angels - "Lil' Boots" (1996)

## Filmografia parziale
- L'ultima volta che mi sono suicidato (The Last Time I Committed Suicide), regia di Stephen Kay (1997)
- Shriek - Hai impegni per venerdì 17?, regia di John Blanchard (2000)
- La vendetta di Carter (Get Carter), regia di Stephen Kay (2000)
- Lo scroccone e il ladro, regia di Sam Weisman (2001)
- Night at the Golden Eagle, regia di Adam Rifkin (2001)
- Infiltrato speciale. regia di Don Michael Paul (2002)
- City of Ghosts, regia di Matt Dillon (2002)
- BAADASSSSS!, regia di Mario Van Peebles (2003)
- L'alba dei morti viventi, regia di Zack Snyder (2004)
- SDF Street Dance Fighters, regia di Chris Stokes (2004)
- La casa del diavolo, regia di Rob Zombie (2005)
- Slither, regia di James Gunn (2006)
- Il collezionista di occhi, regia di Gregory Dark (2006)
- 300, regia di Zack Snyder (2007)
- Grindhouse, regia di Quentin Tarantino e Robert Rodríguez (2007)
- Halloween - The Beginning, regia di Rob Zombie (2007)
- Doomsday - Il giorno del giudizio, regia di Neil Marshall (2008)
- Day of the Dead, regia di Steve Miner (2008)
- Ultimatum alla Terra, regia di Scott Derrickson (2008)
- Watchmen, regia di Zack Snyder (2009)
- Halloween II, regia di Rob Zombie (2009)
- Conan the Barbarian, regia di Marcus Nispel (2011)
- Killer Joe, regia di William Friedkin (2011)
- The Sacrament, regia di Ti West (2013)
- Guardiani della Galassia, regia di James Gunn (2014)
- John Wick, regia di Chad Stahelski (2014)
- The Belko Experiment, regia di Greg McLean (2016)
- John Wick - Capitolo 2 (John Wick: Chapter 2), regia di Chad Stahelski (2017)
- Guardiani della Galassia Vol. 2 (Guardians of the Galaxy Vol. 2), regia di James Gunn (2017)
- Atomica bionda (Atomic Blonde), regia di David Leitch (2017)
- Keep Watching, regia di Sean Carter (2017)
- Le ultime 24 ore (24 Hours to Live), regia di Brian Smrz (2017)
- Il tuo ex non muore mai, regia di Susanna Fogel (2018)
- Deadpool 2, regia di David Leitch (2018)
- The Public, regia di Emilio Estevez (2018)
- John Wick 3 - Parabellum (John Wick: Chapter 3 - Parabellum), regia di Chad Stahelski (2019)
- Fast & Furious - Hobbs & Shaw (Fast & Furious Presents: Hobbs & Shaw), regia di David Leitch (2019)
- Day Shift - A caccia di vampiri (Day Shift), regia di J. J. Perry (2022)
- John Wick 4 (John Wick: Chapter 4), regia di Chad Stahelski (2023)
- Ballerina, regia di Len Wiseman (2025)

### Televisione
- Wasted, regia di Stephen Kay - film TV (2002)
- Black Sash - serie TV, 2 episodi (2003)
- Il mistero dell'anello, regia di Stephen Kay - film TV (2004)
- Californication - serie TV, 84 episodi (2007-2014)
- James Gunn's PG Porn - webserie, 7 episodi (2008-2009)
- Sym-Bionic Titan - serie TV d'animazione, 20 episodi (2010-2011)
- Low Winter Sun - serie TV, 10 episodi (2013)
- Kingdom – serie TV, 31 episodi (2014- 2017)
- Salem – serie TV, 29 episodi (2014- 2016)
- Samurai Jack - serie TV d'animazione, 10 episodi (2017)
- The Exorcist - serie TV, 1 episodio (2017)
- The Purge - serie TV, 2 episodi (2018)
- The Punisher - serie TV, 26 episodi (2017-2019)
- Primal - serie TV d'animazione (2019-in corso)
- Stumptown - serie TV, 9 episodi (2019-2020)

### Videogiochi
- Rise of the Argonauts (2008)
- Army of Two: Il 40º giorno (2010)
- Transformers: War for Cybertron (2010)
- God of War: Ascension (2013)
- Far Cry New Dawn (2019)

## Premi
- Fangoria Chainsaw Awards - vinto nel 2006 per La casa del diavolo.
- BMI Film & TV Award
  - vinto nel 2009 per Watchmen.[4]
  - vinto nel 2010 per Californication, in collaborazione con Tree Adams.[5]
  - vinto nel 2017 per John Wick - Capitolo 2, in collaborazione con Joel J. Richard.[6]
  - vinto nel 2020 per John Wick 3 - Parabellum, in collaborazione con Joel J. Richard.[7]